# Arlindo Grund
Arlindo Jorge Grund Lopes (Recife, 24 de novembro de 1973) é um apresentador de televisão, consultor de imagem e moda e stylist brasileiro.

## Carreira
O consultor de imagem e moda Arlindo Grund é pós-graduado em Marketing pela Faculdade Getúlio Vargas e especialista pela Universidade Federal Rural de Pernambuco. Estava há onze anos à frente do programa “Esquadrão da Moda” e também estrelou o “Tenha Estilo”, ambos dos SBT.
Arlindo também apresentou no Canal Sony com o programa ‘A Roupa Ideal’ no YouTube, onde compartilha um pouco mais de suas dicas.
Em 2015 lançou o livro “Nada Para Vestir” (Editora Planeta) que já está em sua 5ª edição com mais de 20 mil exemplares vendidos e foi o segundo livro de moda mais vendido de 2016. Seu segundo livro, “As Armadilhas da Moda”, foi lançado no final de 2017. Estreou em 2019, como apresentador do reality ‘Prova de Noiva’ no Discovery Home & Health.

## Televisão
| Ano       | Título            | Atividade    | Emissora      |
| --------- | ----------------- | ------------ | ------------- |
| 2009–2020 | Esquadrão da Moda | Apresentador | SBT           |
| 2013      | Tenha Estilo      | Apresentador | SBT           |
| 2017      | Bake Off SBT 1    | Participante | SBT           |
| 2018      | A Roupa Ideal     | Apresentador | Canal Sony    |
| 2019      | Bake Off SBT 3    | Participante | SBT           |
| 2019      | Prova de Noiva    | Participante | Discovery H&H |

## Livros
| Lançamento | Título                | Gênero/Subgênero |
| ---------- | --------------------- | ---------------- |
| 2015       | Nada Para Vestir      | Moda e Design    |
| 2017       | As Armadilhas da Moda | Moda e Design    |